# Epibellowia
Epibellowia là một chi nhện trong họ Linyphiidae.